# Ungarische Eishockeyliga 1942/43
Die Saison 1942/43 war die siebte Spielzeit der ungarischen Eishockeyliga, der höchsten ungarischen Eishockeyspielklasse. Meister wurde zum insgesamt zweiten Mal in der Vereinsgeschichte BBTE Budapest.

## Modus
Die Meisterschaft wurde in der Hauptrunde in drei regionale Gruppen eingeteilt. Die besten vier Mannschaften qualifizierten sich für das Finalturnier, dessen Gewinner Meister wurde. Für einen Sieg erhielt jede Mannschaft zwei Punkte, bei einem Unentschieden gab es einen Punkt und bei einer Niederlage null Punkte.

## Hauptrunde

### Gruppe Budapest
- Der BBTE Budapest und der BKE Budapest qualifizierten sich für das Finalturnier, der Ferencvárosi TC als einziges nicht.

### Gruppe Felvidék
|    | Klub       | Sp | S | U | N | Tore | Punkte |
| -- | ---------- | -- | - | - | - | ---- | ------ |
| 1. | Kassai VSC | 2  | 2 | 0 | 0 | 11:2 | 4      |
| 2. | Kassai RAC | 2  | 1 | 0 | 1 | 5:7  | 2      |
| 3. | Ungvári AC | 2  | 0 | 0 | 2 | 3:10 | 0      |

Sp = Spiele, S = Siege, U = unentschieden, N = Niederlagen, OTS = Overtime-Siege, OTN = Overtime-Niederlage, SOS = Penalty-Siege, SON = Penalty-Niederlage

### Gruppe Erdély
- Der Marosvásárhelyi SE und der Kolozsvári KE qualifizierte sich für das Finalturnier.

## Finalturnier

### Halbfinale
- BBTE Budapest – Marosvásárhelyi SE 5:4
- BKE Budapest – Kolozsvári KE 2:0

### Finale
- BBTE Budapest – BKE Budapest